# Reggenza di Supiori
La reggenza di Supiori (in indonesiano: Kabupaten Supiori) è una reggenza dell'Indonesia, situata nella provincia di Papua.